# Rabia (película)
Rabia es una película mexicana- española de suspense, dirigida por el ecuatoriano Sebastián Cordero en 2009.

## Sinopsis
José María es albañil y Rosa empleada doméstica interna. Son inmigrantes sudamericanos, trabajan en España y desde hace pocas semanas son pareja.
José María tiene una personalidad volátil y una discusión lo lleva a un enfrentamiento violento con su capataz, que culmina con la muerte accidental de este último. Sin saber qué hacer, se refugia en la mansión donde trabaja Rosa, sin contar nada a nadie, ni siquiera a ella.
Escondido en el desván abandonado, José María comienza una vida secreta. Entre fantasma y “voyeur”, escucha y mira todo, consciente del riesgo constante de ser descubierto: roba comida en las noches, y su única compañía son las ratas de la casa. Desde las sombras, se convierte en el testigo de la vida triste y solitaria de los señores Torres, presenciando también la cotidianidad de Rosa en el trabajo.
Rosa es querida por la familia, pero también es víctima de varios abusos verbales y físicos.  Sin poder hacer nada, José María observa todo mientras su rabia crece.
Un día, José María descubre una segunda línea de teléfono en la casa, y llama a Rosa, sin revelar donde está.  Empiezan una relación a “larga distancia”, esperando con anhelo el día cuando podrán estar juntos nuevamente.  Pero una nueva revelación obligará a José María a mantenerse escondido…

## Festivales y reconocimientos
| Fecha              | País           | Festival                                             | Reconocimiento |
| ------------------ | -------------- | ---------------------------------------------------- | --- |
| septiembre de 2009 | Canadá         | Festival Internacional de Cine de Toronto            | Estreno Mundial |
| octubre de 2009    | Japón          | Festival Internacional de Cine de Tokio              | Premio Especial del Jurado |
| diciembre de 2009  | Cuba           | Festival del Nuevo Cine Latinoamericano de La Habana | — |
| enero de 2010      | Estados Unidos | Festival de Cine de Palm Springs                     | — |
| marzo de 2010      | México         | Festival de Cine de Guadalajara                      | - Mejor Director – Sebastián Cordero - Mejor Actor – Gustavo Sánchez Parra - Mejor Fotografía – Enrique Chediak - Película recomendada por el festival para los Globos de Oro |
| febrero de 2010    | Colombia       | Festival Internacional de Cine de Cartagena          | — |
| abril de 2010      | Chile          | Rapa Nui Film Festival                               | Mejor Guion – Sebastián Cordero |
| abril de 2010      | España         | Festival de Málaga                                   | - Biznaga de Oro a la Mejor Película - Mejor Fotografía – Enrique Chediak - Mejor Actor de Reparto – Alex Brendemühl - Mención al Mejor Actor – Gustavo Sánchez Parra         |
| agosto de 2010     | Estados Unidos | Los Ángeles Latino International Film Festival       | — |
| septiembre de 2010 | Canadá         | Festival de Cine Latinoamericano de Vancouver        | Gala de Clausura |
| septiembre de 2010 | España         | Festival de Cine de San Sebastián                    | Made in Spain |
| octubre de 2010    | Ecuador        | Festival de Cine Cero Latitud                        | Película de Apertura |

## Producción

### Filmación
El rodaje comenzó el 7 de diciembre de 2009 en España.

## Recepción
La película fue recibida de manera mixta por parte de la crítica, la página web Sensacine.com recopiló un total de 6 críticas españolas sobre ella recibiendo una nota media de 2,5 sobre 5. Por su parte, la página web Rotten tomatoes recopiló un total de 5 críticas estadounidenses sobre ella no siendo ninguna positiva y recibiendo una nota media de 5 sobre 10, mientras que Allociné recopiló un total de 23 críticas francesas sobre ella recibiendo una nota media de 3,39 sobre 5.
En taquilla no tuvo éxito, ya que la película recaudó 408 570 dólares estadounidenses a nivel mundial cuando había contado con un presupuesto de 4 600 000 dólares.

## Estrenos comerciales
- España – 28 de mayo de 2010
- Francia –  2 de junio de 2010
- Ecuador – 22 de octubre de 2010
- México – 29 de octubre de 2010
- Colombia – 4 de noviembre de 2010